# Carlos Alamilla Rodríguez
Carlos Alamalilla Rodríguez (Tizimín, Yucatán; 4 de noviembre de 1919 - 30 de noviembre de 2011), también conocido como Carlos Alamilla, fue un destacado ganadero, empresario y político mexicano, militante del Partido Revolucionario Institucional.
Fue presidente municipal del municipio de Tizimín en dos ocasiones, durante las cuales se lograron importantes avances en infraestructura, desarrollo urbano y servicios.

## Trayectoria política

### Presidente municipal 1973 - 1976
El Parque Zoológico La Reina inaugurado el 28 de febrero de 1975, durante la presidencia de Luis Echeverría Álvarez, el gobierno estatal de Carlos Loret de Mola Mediz y su primer periodo como presidente municipal, durante la primera visita a México de la monarca Isabel II del Reino Unido, quien inauguró este recinto.

## Empresario

### Hospital San Carlos
En 1986 fundó el Centro Médico de Oriente San Carlos, hospital particular que prestaba servicios a bajos costos y gratuitos para gente de escasos recursos en la ciudad de Tizimín. En 1992 ganó el Gran Premio América a la calidad y servicio en la ciudad de Guadalajara.
El Centro Médico fue donado al gobierno del estado, convirtiéndose en el Hospital General San Carlos.

### Stravaganza Disco
Fundó Stravanganza Disco, un importante centro nocturno en la ciudad de Tizimín.
Durante los años 1990, recibió a reconocidos artistas de talla nacional como Jo Jo Jorge Falcón y Johnny Welch, ambos comediantes del programa Humor es... Los Comediantes.